# Sierra de Almeyda
La sierra Almeida es un cordón de montañas situado en la Región de Antofagasta. Es una formación de granito, pegmatita y sienita que se levanta hasta los 4000 m hacia el NE del salar de Imilac; el nombre fue puesto en honor al explorador del desierto de la primera mitad del siglo XIX, Diego de Almeyda. Luis Risopatrón advierte que también es llamada sierra de Puquios.: 22 
Limita al norte con el salar de Atacama.